# Anne-Marie Duff
Anne-Marie Duff (Chiswick, 8 ottobre 1970) è un'attrice britannica.

## Biografia
Originaria di una famiglia proletaria di immigrati irlandesi, nasce a Chiswick, West End di Londra, da Brendan e Mary Duff. Cresciuta a Hayes, Hillingdon, dove ha effettuato gli studi elementari, viene spinta dai genitori a studiare recitazione. Ben presto entra a far parte di una compagnia teatrale locale chiamata Argosy Players. Terminati gli studi presso la Mellow Lane School, cerca di entrare, senza successo, al Drama Centre London. Mantenendosi lavorando come cameriera, l'attrice riesce pian piano a farsi strada nel teatro, riesce a calcare il palcoscenico del Royal National Theatre con il Re Lear di Shakespeare. Nel 2000 ottiene una candidatura al Laurence Olivier Award, per la sua performance in Collected Stories. Nel 2011 ha interpretato Alma Rattenbury nell'ultima commedia di Terence Rattigan Cause Célèbre all'Old Vic, diretta da Thea Sharrock.
Dopo vari lavori televisivi, nel 2001 avviene il suo debutto cinematografico in Enigma di Michael Apted, l'anno seguente è tra le interpreti principali di Magdalene di Peter Mullan. Dal 2004 acquista popolarità grazie al ruolo di Elisabetta I nella miniserie The Virgin Queen. Nel 2006 lavora al fianco di Judi Dench e Cate Blanchett in Diario di uno scandalo. Nel 2009 recita in The Last Station, dove ricopre il ruolo di Sasha Tolstoy, figlia di Lev Tolstoj; nello stesso anno interpreta in Nowhere Boy il ruolo di Julia Lennon, madre del cantautore John Lennon, ottenendo numerosi riconoscimenti. Nel 2023 vince il British Academy Television Award per la migliore attrice non protagonista per Bad Sisters.

## Vita privata
Il 18 ottobre 2006 si sposa con il collega James McAvoy, conosciuto sul set della serie televisiva Shameless, nel giugno 2010 la coppia ha avuto il suo primo figlio, Brendan. Nel maggio 2016 ha annunciato la propria separazione.

## Filmografia

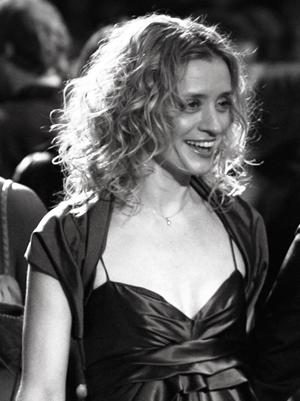
L'attrice agli Orange British Academy Film Awards

### Cinema
- Mild and Bitter, regia di Bill Britten - cortometraggio (1998)
- Enigma, regia di Michael Apted (2001)
- Magdalene (The Magdalene Sisters), regia di Peter Mullan (2002)
- Diario di uno scandalo (Notes on a Scandal), regia di Richard Eyre (2006)
- Garage, regia di Lenny Abrahamson (2007)
- The Waiting Room, regia di Roger Goldby (2007)
- Is Anybody There?, regia di John Crowley (2008)
- French Film, regia di Jackie Oudney (2008)
- The Last Station, regia di Michael Hoffman (2009)
- Nowhere Boy, regia di Sam Taylor-Wood (2009)
- Sanctuary, regia di Norah McGettigan (2012)
- Closed Circuit, regia di John Crowley (2013)
- Before I Go to Sleep, regia di Rowan Joffé (2014)
- Suffragette, regia di Sarah Gavron (2015)
- Chesil Beach - Il segreto di una notte (On Chesil Beach), regia di Dominic Cooke (2017)

### Televisione
- Trial & Retribution – serie TV, episodi 1x01-1x02 (1997)
- Amongst Women, regia di Tom Cairns – miniserie TV (1998)
- Aristocrats, regia di David Caffrey – miniserie TV (1999)
- Reach for the Moon, regia di Rob Evans, Joanna Hogg e Richard Signy – miniserie TV (2000)
- The Way We Live Now, regia di David Yates – miniserie TV (2001)
- Sinners, regia di Aisling Walsh – film TV (2002)
- Holby City – serie TV, episodio 4x32 (2002)
- Zivago (Doctor Zhivago), regia di Giacomo Campiotti – miniserie TV (2002)
- Wild West – serie TV, 6 episodi (2002)
- Charles II: The Power & the Passion, regia di Joe Wright – miniserie TV (2003)
- Shameless – serie TV, 18 episodi (2004-2005)
- The Virgin Queen, regia di Coky Giedroyc – miniserie TV (2006)
- Born Equal, regia di Dominic Savage – film TV (2006)
- The History of Mr Polly, regia di Gillies MacKinnon – film TV (2007)
- Margot, regia di Otto Bathurst – film TV (2009)
- Accused – serie TV, episodio 2x02 (2012)
- Parade's End, regia di Susanna White – miniserie TV (2012)
- His Dark Materials - Queste oscure materie (His Dark Materials) – serie TV, 5 episodi (2019)
- Sex Education – serie TV, 13 episodi (2020-2021)
- Bad Sisters – serie TV, 12 episodi (2022-2024)

## Doppiatrici italiane
Nelle versioni in Italiano dei suoi film, Anne-Marie Duff è stata doppiata da:
- Francesca Fiorentini in Diario di uno scandalo, Suffragette, Bad Sisters
- Gilberta Crispino in Enigma
- Laura Latini in Aristocrats
- Irene Di Valmo in Closed Circuit
- Domitilla D'Amico in Magdalene
- Eleonora De Angelis in The Last Station
- Chiara Colizzi in Nowhere boy
- Ilaria Latini in Shameless
- Alessandra Korompay in Chesil Beach - Il segreto di una notte
- Giò Giò Rapattoni in His Dark Materials - Queste oscure materie
- Daniela D'Angelo in Sex Education